# Матьола, Денис Николаевич
Дени́с Никола́евич Матьо́ла (род. 25 октября 1978, Кандалакша, Мурманская область) — российский футболист, защитник.

## Карьера

### Клубная
Футболом занимался с 7 лет, в 16 лет продолжил образование в волгоградском «Роторе», куда Дениса пригласил Антон Шох. Профессиональную карьеру начал в 1996 году в фарм-клубе «Ротора», где с перерывами выступал до 2000 года, проведя за это время 83 матча. В 1999 году дебютировал в главной команде, за которую выступал до 2002 года, сыграл 40 матчей за основной состав в лиге, 3 матча в Кубке России и 1 матч в Кубке УЕФА, помимо этого, провёл 11 матчей за дублирующий состав.
Летом 2001 года на правах аренды перешёл в «КАМАЗ», в составе которого и доиграл сезон, проведя 20 матчей в лиге и 3 матча в Кубке, после чего вернулся в «Ротор». Сезон 2002 года провёл в аренде в клубе «Волгарь-Газпром», за который сыграл 32 матча.
В 2003 году перешёл в «Кубань», в составе которой выступал до конца 2006 года, проведя за это время 89 матчей за основной состав в лиге, в которых забил 1 гол, 11 матчей в Кубке и 6 матчей за дублирующий состав в 2004 году. С «Кубанью» дважды становился серебряным призёром Первого дивизиона России. В 2007 году перешёл в калининградскую «Балтику», с которой подписал двухлетний контракт, и хотя финансовые условия соглашения оказались хуже, чем в «Кубани», но для Дениса они были вполне приемлемыми. В том же году стал капитаном команды. В марте 2009 года, перед началом сезона, снова был избран капитаном «Балтики». Всего провёл за «Балтику» 63 матча в лиге, в которых забил 1 гол.
28 декабря 2009 года было сообщено, что Матьола покинул «Балтику» и продолжит карьеру в клубе зоны «Урал-Поволжье» Второго дивизиона оренбургском «Газовике».
27 июля 2010 года Матьола подписал контракт до конца сезона с санкт-петербургским «Динамо».
Летом 2012 года принял решение о завершении карьеры игрока. Стал играющим тренером ФК «Кандалакша».

### В сборной
5 июня 1999 года сыграл свой единственный матч в составе олимпийской сборной России.

## Достижения

### Командные
«Кубань»
- 2-е место в Первом дивизионе России (выход в Высший дивизион): 2003, 2006

## Личная жизнь
Вырос в рабочей семье. Отец — Николай Иванович, мать — Валентина Григорьевна. Одно время состоял в гражданском браке.
Получил высшее образование в Краснодаре.